# Une romance berlinoise
Pour plus de détails, voir Fiche technique et Distribution.
Une romance berlinoise (titre original : Eine Berliner Romanze) est un film allemand réalisé par Gerhard Klein sorti en 1956.

## Synopsis
Uschi a 16 ans et apprend le métier de vendeuse dans la boutique de vêtements HO de la gare de Berlin Alexanderplatz. Un jour, alors qu'elle est également autorisée à montrer des vêtements et qu'elle les aime, elle a l'idée de devenir mannequin. Mais ses parents, avec qui elle vit avec son frère à Berlin-Est, ne sont pas d'accord.
Après le travail, Uschi retrouve toujours ses amis et parfois ils vont au cinéma ensemble à Berlin-Ouest. Un soir, Uschi accompagne seulement son amie Karin au cinéma, mais n'y entre pas, car elle n'en a pas envie. À un stand où elle veut acheter une friandise pour grignoter, le vendeur veut accepter son Ostgeld, mais ne peut pas lui rendre la monnaie. Le jeune qui se tient à proximité, surnommé « Lord », s'en aperçoit et paie à sa place. Elle aime son air drôle et insouciant et sa radio portable ; alors elle va se promener avec lui. Mais son ami Hans tombe immédiatement amoureux d'Uschi et tente de la séduire. Hans et Lord gagnent leur argent à Berlin-Ouest en lavant de grandes limousines de luxe dans une station de lavage. Mais un jour, faute de demande, c'est la fin. Lord se rend à Hambourg pour y tenter sa chance, Hans cherche un nouvel emploi à Berlin-Ouest, qu'il trouve, après de nombreuses tentatives infructueuses, dans une entreprise de démolition.
Grâce à sa nature inflexible, Hans conquiert peu à peu Uschi, un tendre amour se développe entre les deux. Ils passent beaucoup de temps ensemble jusqu'au jour où, lors d'une forte pluie, il l'emmène chez un ami et il sait où se trouve la clé. Uschi croit que c'est chez lui, alors qu'il vit toujours avec sa mère. Comme Uschi rentre de plus en plus tard à la maison, il y a des problèmes avec ses parents. Cela va si loin qu'elle décide de partir et d'emménager avec Hans. Mais une jeune femme ouvre la porte de ce qu'il pense être son appartement, qui lui explique que ce n'est pas son appartement et lui donne sa véritable adresse.
Entre-temps, Hans a eu un accident de travail et son bras est plâtré. Il n'a plus de travail. Comme il n'a pas son propre appartement et qu'il est au chômage, il ne peut pas la recevoir, Uschi retourne chez ses parents à Berlin-Est. Là, elle se réconcilie avec eux et reçoit la permission d'amener Hans avec elle une fois.

## Fiche technique
- Titre : Une romance berlinoise
- Titre original : Eine Berliner Romanze
- Réalisation : Gerhard Klein assisté de Gerhard Jentsch (de)
- Scénario : Wolfgang Kohlhaase
- Musique : Günter Klück (de)
- Directeur artistique : Karl Schneider (de)
- Costumes : Ingeborg Wilfert
- Photographie : Wolf Göthe
- Son : Hubert Hübner, Hubert Kübler
- Montage : Ursula Kahlbaum
- Production : Hans-Joachim Schoeppe
- Société de production : DEFA
- Société de distribution : VEB Progress Film-Vertrieb
- Pays d'origine :  Allemagne de l'Est
- Langue : allemand
- Format : Noir et blanc - 1,33:1 - Mono - 35 mm
- Genre : Romantique
- Durée : 81 minutes
- Dates de sortie :
  -  Allemagne de l'Est : 17 mai 1956.
  -  Hongrie : 31 janvier 1957.
  -  Union soviétique : 15 avril 1957.

## Distribution
- Annekathrin Bürger : Uschi
- Ulrich Thein (de) : Hans
- Uwe-Jens Pape (de) : Lord
- Erika Dunkelmann (de) : la mère d'Uschi
- Erich Franz (de) : le père d'Uschi
- Marga Legal (de) : la mère de Hans
- Horst Kube : Hase
- Hartmut Reck : Harald
- Helga Wachaletz : Karin
- Eckart Friedrichson (de) : Moses
- Paul Pfingst : le professeur de l'école professionnelle
- Karl Weber : le patron de la société du bâtiment
- Günter Großsteinbeck : Heini
- Karl Kendzia (de) : un collègue de HO
- Edeltraut Proft : Gisela, une enfant
- Günther Lang : Paul, un enfant
- Horst Linde : Kurtchen, l'apprenti
- Ernst-Georg Schwill (de) : Strups
- Harry Ehrt : le maître de cérémonie
- Erich Brauer (de) : le directeur du magasin HO
- Augustin Kovacz: l'homme en livrée
- Hannelore Niegisch : Erika, l'apprentie
- Fredy Schütz : le marchand de friandises
- Jean Brahn (de) : Boss
- Egon Vogel (de) : le pharmacien
- Hermann Wagemann (de) : le contremaître
- Hannelore Lottis : la secrétaire
- Rita Dembeck : la trentenaire
- Hilde Hessmann : la jeune fille
- Georg Helge (de) : le serveur
- Hans-Peter Lüttgen : un jeune blond
- Claus-Peter Lüttgen (de) : un jeune blond
- Günter Hertel : le garçon de Winter & Co.
- Karl-Heinz Weiß (de) : le policier du bâtiment
- Nico Turoff (de) : Kora
- Annmarie Hummel : une amoureuse
- Walter Lendrich (de) : un amateur de boxe
- Christine Fischer : une couturière
- Rolf Bergmann : le pompiste
- Fredy Barten (de) : l'homme avec des jumeaux
- Siegfried Weil : l'homme du garage
- Paul Knopf : le collègue plus âgé
- Günther Simon : le narrateur

## Production
Une romance berlinoise est produit pour répondre aux films romantiques occidentaux et montrer un romantisme socialiste en RDA. Le film est tourné par le studio DEFA pour les longs métrages. La première a lieu le 17 mai 1956 au Kino Babylon de Berlin à l'occasion du festival célébrant le dixième anniversaire de la DEFA. Les autorités de la RDA se sont plaints du manque d'influence éducative et du fait que de nombreuses images suggéraient que les jeunes ne pouvaient vivre de grandes aventures qu'en Occident. Cependant la première télévisée en RDA a lieu le 28 juillet 1958.
Les prises de vue en extérieur furent tournées à Berlin sur l'Alexanderplatz, sur le Langer See (de) avec l'embarcadère du bateau à vapeur Marienlust, sur le Warschauer Brücke, dans la station de métro Warschauer Straße, sur la Rathausstraße (de), devant la gare de Berlin-Grünau et sur la Spree avec une vue de la gare de Berlin Friedrichstraße.